# アル・ラーヤン・クラブ (サウジアラビア)
アル・ラーヤン・クラブ（英語: Al-Rayyan Club, アラビア語: نادي الريان)）は、サウジアラビアのハーイルをホームタウンとする、サウジ・セカンドディヴィジョンリーグに加盟するプロサッカークラブである。

## タイトル

### 国内タイトル
- なし

### 国際タイトル
- なし

## 歴代監督
- タレク・フディリ 2023-